# Satyricon (banda)
Satyricon es un dúo noruego de black metal, formado como banda en 1990 por Vegard «Wargod» Blomberg y Carl-Michael «Exhurtum» Eide originalmente bajo el nombre Eczema. Estos dos miembros solo grabaron una maqueta antes de marcharse del grupo. El entonces vocalista, Sigurd «Satyr» Wongraven, asumió el control y junto al batería Kjetil-Vidar «Frost» Haraldstad se convirtieron en los únicos miembros oficiales desde su álbum debut en 1993.
El grupo está considerado como uno de los pioneros de la «segunda ola del black metal noruego», que surgió en la década de 1990, y sus miembros han trabajado con otras importantes agrupaciones como Darkthrone (Satyr ayudó a escribir canciones y produjo algunos discos a través de su sello discográfico Moonfog Productions) o Gorgoroth (Frost fue su batería en varias ocasiones). Por otra parte, los dos miembros de Darkthrone han colaborado en álbumes de Satyricon y el vocalista Nocturno Culto fue incluso miembro oficial en 1996.
Después de publicar varios álbumes de black metal en la década de 1990, el estilo musical de Satyricon cambió en 2002 con Volcano. Este trabajo presentaba un sonido black metal influenciado por el rock comercial y consiguió que la banda alcanzara el éxito internacional, por lo que recibió críticas por parte de sus antiguos aficionados. Sus discos posteriores han seguido un estilo musical similar al de Volcano y Satyricon ha evolucionado hasta ser uno de los grupos más populares del black metal, además de contribuir a un aumento significativo en el número de extranjeros que quieren aprender el idioma noruego.

## Historia

### Formación de la banda
En 1990 el bajista Vegard «Wargod» Blomberg y el batería Carl-Michael «Exhurtum» Eide formaron la banda Eczema. Poco tiempo después se unieron Sigurd «Satyr» Wongraven y Håvard «Lemarchand» Jørgensen, como cantante y guitarrista respectivamente. Más tarde la banda cambió su nombre por Satyricon, inspirados en el sátiro de la mitología griega que en palabras del propio Satyr son "criaturas musicales", desvirtuando de esta manera que se tratara de un tributo a la película homónima de Federico Fellini. En 1992 publicó su primera maqueta, que aunque no tiene nombre, a menudo es llamada All Evil.
Tras la publicación de All Evil, Wargod y Exhurtum abandonaron la banda. Tras su marcha, Satyr y Lemarchand contrataron al batería Kjetil-Vidar «Frost» Haraldstad como músico de sesión. Con él, la banda grabó su segundo demo, The Forest is my Throne, publicado en 1993. Después de editar estos dos trabajos, Lemarchand dejó el grupo para unirse a Ulver. Satyr pasó entonces a encargarse de la voz, la guitarra, el bajo y el teclado, mientras que Frost se ocupó de la batería.

### Dark Medieval Times(1992-1993)
Las dos maquetas tuvieron una buena acogida, y Satyricon pudo firmar un contrato con la discográfica No Fashion Records, que se ofreció para publicar su álbum debut. Durante la grabación de este, No Fashion rescindió el contrato por dificultades económicas y la banda se vio obligada a financiar el álbum personalmente.
En aquellos momentos el grupo trató de buscar compañías discográficas interesadas y se encontró por casualidad con Tatra Productions, que se ofreció a firmar un contrato. Tatra no era una discográfica orientada al black metal por lo que decidieron crear una sub-etiqueta para lanzar los trabajos de Satyricon, llamada Moonfog Productions. En septiembre de ese año salió a la venta Dark Medieval Times.
El álbum, que fue editado durante el apogeo del black metal, fue bien recibido dentro de la escena underground y está considerado un disco «esencial» dentro del black metal noruego. Este disco se diferencia por el uso de guitarras acústicas y flauta, como un intento de crear una atmósfera medieval.
La contraportada contiene una imagen del artista noruego Theodor Kittelsen (sus obras ya había usado Varg Vikernes en su proyecto Burzum).

### The Shadowthrone(1994-1995)
Satyricon regresó al estudio en mayo del año siguiente para grabar su segundo álbum que continuaría con el estilo medieval de Dark Medieval Times. En septiembre de 1994 fue publicado The Shadowthrone.
El álbum se introduce un poco más en el terreno del black metal. En The Shadowthrone se puede apreciar una mayor importancia del sintetizador. La banda contó con la colaboración de Steinar Sverd "S.S." Johnsen como teclista de sesión y del guitarrista de Emperor, Samoth, como bajista.
Tras el relativo éxito del álbum debut, la banda contó con mejores recursos para la producción de The Shadowthrone.
Más tarde, en 1995, la maqueta The Forest Is My Throne, fue relanzada, conjuntamente con un demo de Enslaved bajo el nombre The Forest Is My Throne / Yggdrasil. A pesar de que el material incluido es idéntico a The Forest Is My Throne, Lemarchand no es mencionado en los créditos.

### Nemesis Divina(1996-1997)

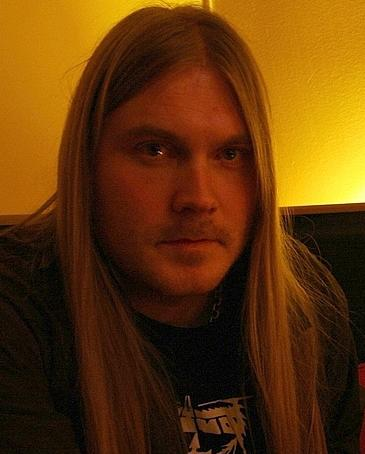
Ted Skjellum, guitarrista en Nemesis Divina.

En enero de 1996, la banda regresó al estudio para grabar su nuevo álbum en un periodo de dos meses. El poco tiempo en el que se realizó la grabación se debió a que el material ya había sido compuesto entre 1993 y 1995. El álbum cuenta con la colaboración del guitarrista/vocalista de Darkthrone Ted «Nocturno Culto» Skjellum que bajo el sobrenombre «Kvedulv» se encargó de la guitarra rítmica. El 22 de abril de 1996 fue publicado Nemesis Divina.
Nemesis Divina fue el primer álbum con éxito comercial de la banda y solo en 1996 vendió más de 100 000 copias. También recibió muy buenas críticas, tanto que no es solo considerado el mejor trabajo de Satyricon, sino uno de los mejores álbumes de black metal.
El disco incluye «Mother North» descrita más tarde como «el himno del black metal de los 90». Ese mismo año grabaron y editaron un videoclip en VHS para la canción, lo que la convirtió en una de las primeras bandas del género en grabar un vídeo (Burzum publicó el VHS Dunkelheit ese mismo año).
El éxito de Satyricon continuó con su primera gira europea con bandas como Gorgoroth o Dissection.

### Rebel Extravaganza(1998-2001)
Al ser solo dos miembros, la banda utilizó a músicos de sesión para actuar en directo y grabar un nuevo álbum de estudio en 1999. Sin embargo, anteriormente habían publicado dos EP, Megiddo (1997) e Intermezzo II (1999); además de un recopilatorio en formato vinilo de sus primeros tres álbumes limitado a 1000 copias. En Intermezzo II contaron con la colaboración del fundador de Satyricon, Wargod, que toca el sintetizador en dos canciones. Ese mismo año la banda también firmó un contrato con la discográfica alemana Nuclear Blast (salvo para el mercado escandinavo), y grabó las canciones «Kathaarian Life Code» para el álbum tributo a Darkthrone, Darkthrone Holy Darkthrone y «Born for Burning» para el tributo a Bathory In Conspiracy With Satan.
El 6 de septiembre de 1999 salió a la venta Rebel Extravaganza. En la grabación del álbum contaron con la colaboración de músicos como Fenriz (Darkthrone), Snorre Westvold Ruch (Thorns), Anders Odden (Apoptygma Berzerk) o Daniel «Død» Olaisen (Blood Red Throne). Musicalmente, la banda dirigió su estilo hacia el metal industrial y en algunos temas incluso hacia el rock and roll.
Satyricon realizó en esa época varios conciertos, incluso en varios festivales internacionales, lo que hizo que su popularidad aumentara y que la prensa se sintiera atraída por el grupo. Rebel Extravaganza fue su primer álbum en entrar en la lista de Noruega, donde alcanzó el puesto treinta y dos, y en la de Finlandia, llegó a la posición veintisiete.
Al año siguiente, la banda realizó una gran gira por Europa y América del Norte. En abril y mayo teloneó a Pantera, lo que la convirtió en la primera agrupación de black metal que giraba con una banda con discos de platino. La elección de Satyricon se debió a que el vocalista de Pantera, Phil Anselmo, era un aficionado a la música del género.
En 2001 publicó el vídeo Roadkill Extravaganza, con escenas de las giras y material extra.
Satyricon fue galardonada en la primera ceremonia de los Premios Alarm como la mejor banda en vivo.
Al año siguiente, en junio de 2002, el grupo publicó su primer álbum recopilatorio (si se exceptúa la edición superlimitada de los tres primeros álbumes en vinilo). El disco, titulado Ten Horns – Ten Diadems, contiene canciones de sus primeros cuatro trabajos de estudio (algunos temas fueron remasterizados para compensar su pésima producción). Al lanzamiento del recopilatorio le siguió una gira y varias actuaciones en festivales.

### Volcano(2002-2005)

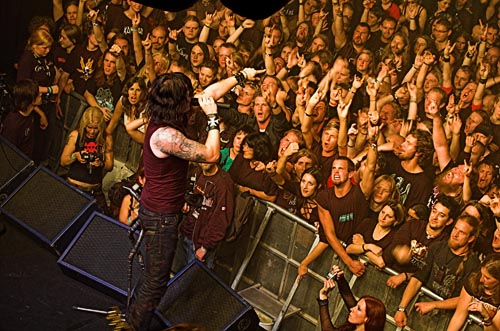
Satyricon en el Hole in the Sky de 2006.

En otoño publicó su quinto álbum de estudio, Volcano. Musicalmente el álbum es muy diferente de sus anteriores trabajos, con un estilo black metal con influencias del rock'n'roll. Si bien este disco generó resentimiento entre sus antiguos fanes que los acusaron de vendidos, fue el éxito comercial más importante de Satyricon hasta el momento y estuvo tres semanas en las listas de Noruega, donde alcanzó la cuarta posición. Volcano también ganó varios premios, como un Spellemannprisen al mejor álbum de metal, dos Alarmprisen a la mejor canción, por «Fuel for Hatred», y al mejor álbum de metal y un premio Oslo al mejor álbum.
El éxito de Volcano intensificó las presentaciones en vivo de la banda, sobre todo en Europa y especialmente en Escandinavia, pero también en Norteamérica donde no tocaba desde el año 2000. Sin embargo, en la gira americana Satyricon tuvo problemas debido a que al batería Frost se le negó el visado por haber sido arrestado por unos actos violentos a principios de los años 90. El elegido para sustituirle fue Joey Jordison de Slipknot. La banda tuvo más complicaciones en la gira por América del Norte en 2004, que tuvo que ser cancelada debido a que los dos guitarristas en vivo de la banda fueron detenidos tras ser acusados de haber drogado y violado a una mujer tras un concierto en Toronto. Sin embargo, ambos fueron liberados tras pagar una fianza de 50 000 dólares canadienses.

### Now, Diabolical(2006-2007)
El siguiente álbum de estudio, Now, Diabolical, salió a la venta en 2006. Anteriormente la banda había lanzado dos sencillos: «The Pentagram Burns» y «K.I.N.G.». Este último llegó al puesto número siete de la lista de sencillos de Noruega. El álbum fue descrito como «la continuación lógica de Volcano», aunque «con mayor énfasis de simplicidad».
El disco logró una nominación al Alarmprisen al mejor álbum de metal, pero el vencedor fue In Sorte Diaboli de Dimmu Borgir.
Al igual que su predecesor, Now, Diabolical obtuvo buenas ventas, e incluso llegó más alto en las listas de éxitos. En Noruega llegó hasta el puesto número dos, en Finlandia hasta el veintiocho, y como novedad llegó a la posición cuarenta y siete en Suecia. Los meses siguientes la banda realizó otra gira y encabezó por primera vez el Inferno Metal Festival (Oslo) en marzo de 2008.

### The Age of Nero(2008-2012)

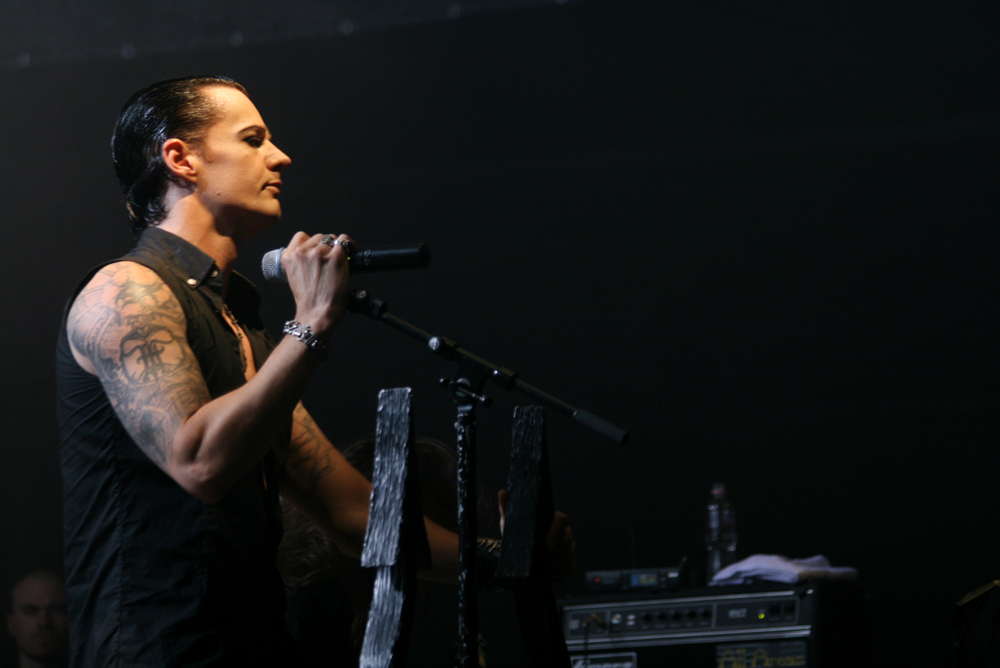
Satyr en Budapest en 2009.

El séptimo álbum de Satyricon, The Age of Nero, salió a la venta a finales de 2008. Anteriormente había lanzado el sencillo «Black Crow on a Tombstone» y el EP My Skin is Cold, que alcanzó la séptima posición en lista española de sencillos. El disco siguió el mismo estilo que su predecesor, tanto que Allmusic lo describió como «oscuro, sorprendente, creativo y controvertido». En la lista noruega llegó al número cinco, en la sueca al veintiséis, en la finlandesa al treinta y en la francesa al 136.
A raíz de la publicación de The Age of Nero el grupo realizó varias giras para promocionar el álbum. El álbum logró una nominación a los Danish Metal Awards en la categoría de mejor disco de una banda internacional.
En 2010 The Age of Nero consiguió un disco de oro de la industria musical noruega, tras vender más de 15 000 copias.

### Satyricon(2013-2015)

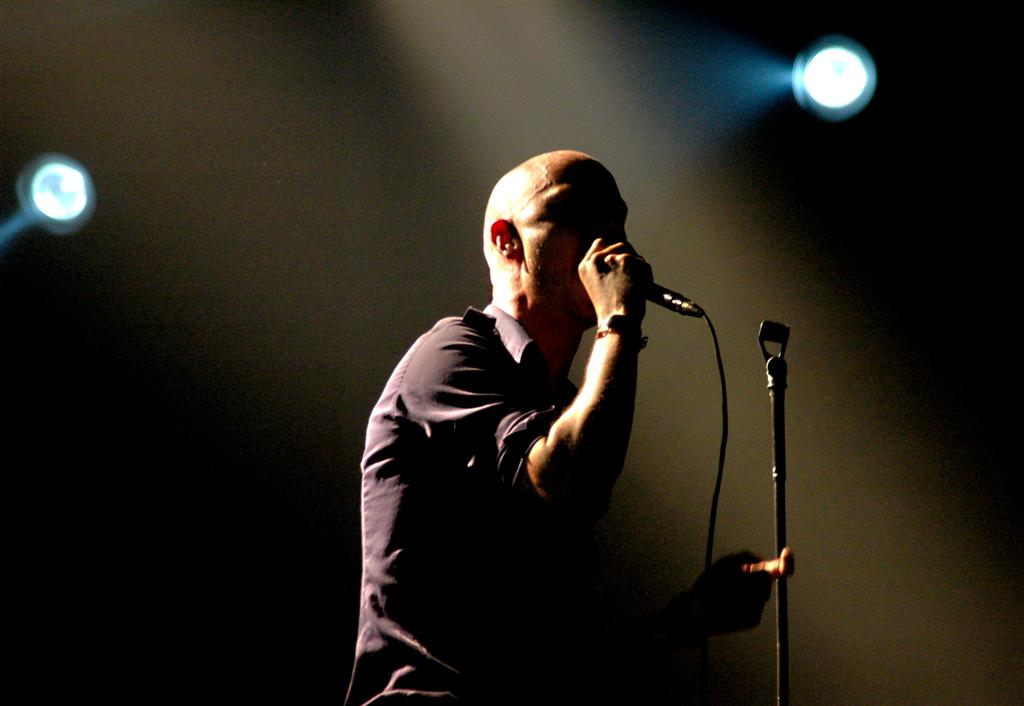
Sivert Høyem

Después de cinco años sin editar nuevo material, Satyricon entró en febrero de 2013 en el estudio para comenzar a trabajar en un nuevo álbum, titulado de manera homónima. El disco cuenta con las colaboraciones de su guitarrista en directo Gildas Le Pape y del vocalista del grupo de rock Madrugada Sivert Høyem y fue publicado en septiembre; coincidiendo con un concierto junto al coro nacional noruego.
Satyricon registró las mejores posiciones en la carrera del grupo y fue su primer trabajo en entrar en las listas austriaca, suiza y belga. En su primera semana, el álbum debutó en la octava posición de la lista noruega, sin embargo; a la semana siguiente llegó al número uno, lo que lo convierte en el primer disco de Satyricon en alcanzar la primera posición.
En noviembre, el dúo desveló el vídeo musical para el tema «Phoenix» que cuenta con la voz de Sivert Høyem y que muestra escenas de su concierto junto al coro nacional noruego. Satyricon consiguió una nominación al premio Spellemann en la categoría de mejor álbum de metal.
En mayo de 2015, la banda publicó su primer álbum en vivo, el cual denominaron Live at the Opera, en formato de digipak en edición limitada con un DVD y 2 CD. Contiene básicamente las canciones de su álbum Satyricon y algunos de sus éxitos del pasado.
Live At The Opera fue parte de un especial de casi dos horas en vivo para ser filmado y editado en formato de DVD. El exclusivo show fue efectuado el 8 de septiembre de 2013 en Den Norske Opera & Ballett (Operahuset) en Oslo, Noruega. Presenta la destacada colaboración de 55 cantantes del coro nacional noruego.

### Deep Calleth Upon Deep(2015 - presente)

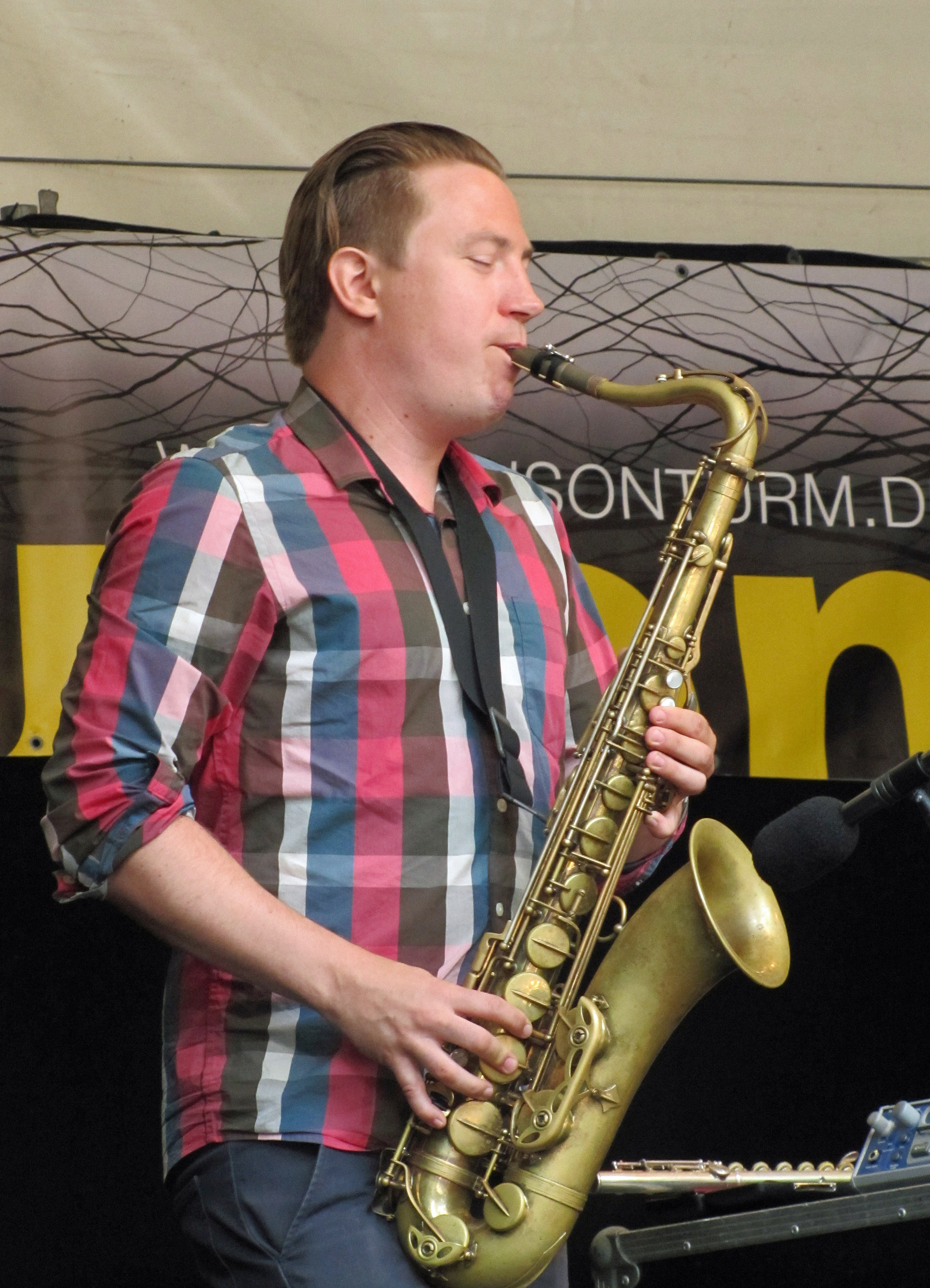
Håkon Kornstad.

El noveno álbum de la banda fue titulado Deep Calleth Upon Deep y se comenzó a componer a principios de 2015. Sin embargo, entre septiembre y octubre de ese año, Satyr fue diagnosticado con un tumor cerebral benigno. Debido a este motivo, el proceso de producción del nuevo álbum sufrió retrasos significativos, mientras el vocalista se sometió a meses de tratamiento no quirúrgico y recuperación.
Finalmente, el álbum fue grabado entre marzo y abril de 2017 en Oslo y Vancouver, Canadá. El disco presenta músicos de sesión invitados como Anders Odden (bajista en vivo de Satyricon), el saxofonista de jazz Håkon Kornstad (quien participó en tres canciones) y algunos miembros de la Orquesta Filarmónica de Oslo, aunque sus contribuciones son algo menores que en otros álbumes de la banda. Fue lanzado bajo Napalm Records el 22 de septiembre de 2017.
Una vez publicado este disco, Frost declaró en varias entrevistas que completarán el trabajo en su primer álbum de covers. El álbum se titulará Formative Oddities y la banda pretende completarlo y lanzarlo en el transcurso de 2018.

## Giras norteamericanas

### La primera gira en Estados Unidos
En marzo y abril de 2004, Satyricon realizó su primera gira en Estados Unidos. Al batería Frost se le negó el permiso de residencia; esto provocó que Trym Torson (miembro de Zyklon y Emperor), tocara en su lugar. Durante la gira el autobús de la banda fue atacado por un equipo de los SWAT sin ningún tipo de acusación. Más tarde llegaron los problemas con su mánager que desapareció en medio de la gira llevándose todo el dinero. A pesar de todo, la compañía discográfica quedó contenta con los resultados. Las ciudades visitadas por Satyricon fueron Orlando, Atlanta, Baltimore, Saratoga, Worcester, Nueva York, Filadelfia, Cleveland, Cincinnati y Hollywood.

### La segunda gira en Estados Unidos
Todavía en el año 2004, Satyricon fue invitada por Fear Factory y Machine Head para realizar una gira americana, pero no pudieron participar en ella debido al problema con el visado de Frost. En diciembre de ese año realizaron otra gira por EE. UU. con el nombre «Return Of The Antichrist». Esto provocó la contratación de Joey Jordison, batería de Slipknot).
En la mitad de la gira los dos guitarristas en vivo de la banda, Steinar «Azarak» Gundersen y Arnt «Obsidian Claw» Gronbech, fueron detenidos por violación en Toronto, lo que provocó la cancelación del resto de la gira.
Ocho días más tarde, otro concierto debió de ser cancelado porque Satyricon iba a tocar en la sala en la que el guitarrista Dimebag Darrell (de Damageplan y Pantera) había sido asesinado en Alrosa Villa, Columbus, Ohio.

## Miembros
Satyricon fue formado en 1990 por el bajista Vegard Blomberg y el batería Carl-Michael Eide. El vocalista Sigurd Wongraven, más conocido como «Satyr» y el guitarrista Håvard Jørgensen se unieron poco tiempo después. Tras la grabación del primer demo los dos fundadores se fueron: Eide se convertiría en el batería de Ulver y Aura Noir y Blomberg cambió de estilo musical y cooperó con Apoptygma Berzerk (aunque luego regresó por un breve período de tiempo en 1999, como músico de sesión tocando el sintetizador). De esta manera, los miembros restantes se harían al control de la agrupación.
En 1992 Wongraven y Jørgensen contrataron al batería Kjetil-Vidar Haraldstad, más conocido como «Frost», como músico de sesión. Pero tras la grabación del segundo demo fue Jørgensen el que abandonó a la banda.«Frost» se convirtió entonces en miembro oficial, permaneciendo esta formación hasta la actualidad.
De esta manera, «Satyr» se encarga en los trabajos de estudio de grabar, además de las voces, las guitarras, el bajo y el teclado, y para las presentaciones en vivo la banda contrata músicos invitados.

## Discografía
- 1994: Dark Medieval Times
- 1994: The Shadowthrone
- 1996: Nemesis Divina
- 1999: Rebel Extravaganza
- 2002: Volcano
- 2006: Now, Diabolical
- 2008: The Age of Nero
- 2013: Satyricon
- 2017: Deep Calleth Upon Deep
- 2022: Satyricon & Munch